# Volum de control
En mecànica de fluids i termodinàmica, el volum de control és una abstracció matemàtica que s'utilitza en el procés de creació de models matemàtics de processos físics. En un sistema de referència inercial, és un volum fixat en l'espai o que es mou a velocitat constant a través del flux de fluid (gas o líquid). La superfície que tanca el volum de control s'anomena superfície de control.
En estat estacionari, el volum de control es pot entendre com un volum arbitrari en el qual la massa del fluid roman constant. Quan el fluid es mou a través del volum de control, la massa que hi entra equival a la massa que en surt. D'altra banda, en estat estacionari, i en absència de treball i transferència de calor, l'energia dins del volum de control també roman constant.
El concepte de volum de control és anàleg al concepte de la mecànica clàssica del diagrama del cos lliure.